# 潘與湯米
《潘與湯米》 （英語：Pam & Tommy）是一部美國傳記劇情網路電視迷你劇集。該劇改編自克魯小丑樂團鼓手湯米·李和女演員潘蜜拉·安德森的戀情，並由克雷格·格里斯佩指導，羅伯·西格撰寫劇本。莉莉·詹姆斯和賽巴斯汀·史坦分別飾演主角潘蜜拉·安德森及湯米·李。該劇共八集，排定2022年2月2日上線Hulu、Disney+和Star+上首播。

## 劇情概要
劇情圍繞在潘蜜拉·安德森和湯米·李的婚姻以及他們在蜜月期間拍攝的私人性愛錄影帶未授權外流的事件。

## 演員

### 主演
- 莉莉·詹姆斯 飾演 潘蜜拉·安德森
- 賽巴斯汀·史坦 飾演 湯米·李（英语：Tommy Lee）
- 塞斯·羅根 飾演 蘭德·高第耶 (Rand Gauthier)
- 尼克·奥佛曼 飾演 米爾提·英格利（英语：Michael Morrison (actor)）
- 泰勒·席林 飾演 艾莉卡·高第耶（英语：Erica Boyer）
- 保羅·班-維克多（英语：Paul Ben-Victor） 飾演 理查·艾爾登（英语：Richard Alden）

### 常設角色
- 佩皮·索努加（英语：Pepi Sonuga）飾演 梅蘭妮 （Melanie）
- 安德魯·戴斯·克萊（英语：Andrew Dice Clay） 飾演 Butchie
- Spenser Granese 飾演 史蒂夫·法薩涅拉 （Steve Fasanella）
- 莫贊·瑪諾（英语：Mozhan Marnò） 飾演 蓋兒·切瓦斯基 (Gail Chwatsky)
- 佛列德·海辛爾 飾演賽斯·華沙夫斯基（英语：Seth Warshavsky）

## 製作

### 開發
該劇首次宣布於2018年，賽斯·羅根、伊凡·戈博在他們的製作公司Point Grey Pictures正在開發此企劃，詹姆斯·法蘭科加入指導該劇並擔任湯米·李的角色。2020年12月前，詹姆斯·法蘭科離開該劇，並宣佈將會由Hulu發行該長度為八集的迷你劇集，預定克雷格·格里斯佩擔任導演，羅伯·西格擔任編劇，羅根和戈博擔任執行製作。 常與格里斯佩搭擋的塔蒂雅娜·Ｓ·里格爾加入劇組並擔任剪接。

### 選角
宣布劇集預定之餘，莉莉·詹姆斯和賽巴斯汀·史坦選角為主要角色，賽斯也同樣被選為主演之一。2021年4月，尼克·奥佛曼和泰勒·席林加入主要演員陣容，佩皮·索努加、安德魯·戴斯·克萊 、Spenser Granese 和莫贊·瑪諾則擔任常設演員。 2021年7月6日，宣布保羅·班-維克多將飾演理查·艾爾登，為潘蜜拉·安德森和湯米·李的律師。

### 拍攝
該劇於2021年4月5日在洛杉磯拍攝。

## 外部連結
- 互联网电影数据库（IMDb）上《潘與湯米》的资料（英文）